# 王象
王象（2世紀？—220年代），字羲伯，河內郡人。東漢末及三國時曹魏官員。

## 生平
王象年少時是孤兒，因東漢末年紛亂，淪為奴僕。十七八歲時，楊俊看見王象因牧羊時閱讀而被打，因此贖了他，還為他娶妻置屋。建安年間與荀緯等都獲曹丕禮待。王粲、陳琳、阮瑀、路粹等死後，新出的俊才，就以王象的才能最高。曹丕稱帝後，以王象為散騎侍郎，後升任散騎常侍，封列侯。又受詔領秘書監撰寫《皇覽》。
黃初三年（222年），曹丕南巡，臨近宛城時下詔百官不能干預郡縣，但宛令不明白詔令，將城中市集關閉，曹丕到宛城知道後大怒，將南陽太守楊俊和宛令收押。王象知道曹丕要殺楊俊，就和荀緯及司馬懿等向曹丕懇求不要處死楊俊，王象更向他叩頭至血流滿面，但曹丕不答，還想離開。王象於是拉著曹丕的衣服懇求，曹丕立場卻極為堅定，更說：「我知道你和楊俊的事。若果今天我聽你的說話，就即是沒有我。你寧願沒有我，還是沒有楊俊？」王象見此，絕望地縮手，後曹丕決定處死楊俊。楊俊最後自殺而死，王象因不能救恩人楊俊，發病而死。

## 性格特徵
史載王象性格和厚，文采溫雅，京師的人都稱讚他，稱為儒宗。而他盡力營救恩人楊俊，及至楊俊自殺後而發病而死，都可見其極重恩情。